# Tiago Dimas
Tiago Braga Pereira (Uberaba, 4 de agosto de 1988) é um empresário e político brasileiro filiado ao Podemos (PODE).

## Política
Em 2018 foi eleito deputado federal pelo Tocantins.